# Hướng Lập
Hướng Lập là một xã thuộc huyện Hướng Hóa, tỉnh Quảng Trị, Việt Nam.
Xã Hướng Lập có diện tích 155,37 km², dân số năm 2004 là 1205 người, mật độ dân số đạt 8 người/km².

## Hành chính
Xã Hướng Lập được chia thành 5 thôn: A Xóc-Cha Lỳ, Cù Bai, Cựp-Cuôi, Sê Pu-Tà Păng, Tri.